# Bachtäler im Oberharz um Braunlage
Die Bachtäler im Oberharz um Braunlage sind ein Naturschutzgebiet in der niedersächsischen Stadt Braunlage und dem gemeindefreien Gebiet Harz im Landkreis Goslar.

## Allgemeines
Das Naturschutzgebiet mit dem Kennzeichen NSG BR 081 ist knapp 446 Hektar groß. Es ist zu einem großen Teil auch als gleichnamiges FFH-Gebiet ausgewiesen. Im Rahmen einer Überarbeitung der Naturschutzgebietsverordnung, die am 24. Mai 2018 in Kraft trat, wurde das ursprünglich rund 393 Hektar große Naturschutzgebiet auf seine heutige Größe erweitert. Dabei sind Teile des Naturschutzgebietes „Wurmberg“ und des Landschaftsschutzgebietes „Harz (Landkreis Goslar)“ im Naturschutzgebiet aufgegangen.

## Beschreibung
Im Norden und Westen grenzt das Naturschutzgebiet teilweise an den Nationalpark Harz, im Norden auch an das Naturschutzgebiet „Wurmberg“. Im Osten geht es in das Naturschutzgebiet „Harzer Bachtäler“ auf sachsen-anhaltischem Gebiet über. Das Naturschutzgebiet ist größtenteils vom Landschaftsschutzgebiet „Harz (Landkreis Goslar)“ umgeben. Das Gebiet steht seit dem 2. Juni 1989 unter Naturschutz. Zuständige untere Naturschutzbehörde ist der Landkreis Goslar.
Das weit verzweigte Naturschutzgebiet liegt zu einem großen Teil östlich und südlich von Braunlage, umfasst aber auch Bereiche nördlich von Braunlage. Teile des Naturschutzgebietes erstrecken sich über das Grüne Band Deutschland im Bereich der ehemaligen innerdeutschen Grenze. Das Gebiet umfasst den Unterlauf der Warmen Bode, die Bremke auf niedersächsischem Gebiet sowie die größten Teile der Kleinen Bremke, des Großen Goldbachs, des Brunnenbachs, des Großen Kronenbachs, des Schächerbachs, des Petersilienwassers und des Ebersbachs mit ihren Talräumen sowie einigen angrenzenden Bereichen. Die Bachläufe sind überwiegend naturnah mit Mäandern, Steil- und Flachufern und Sand- und Kiesbänken. Teilweise sind Altarme ausgebildet. In den Quellsümpfen und -mooren der Bäche kommen Seggenrieder und Übergangs- und Schwingrasenmoore vor. Die Bäche werden vielfach von Waldgesellschaften begleitet, die als naturnahe Auwälder mit Schwarzerle und Esche und montane Fichtenwälder ausgeprägt sind. Weiterhin sind Ufergehölze, die vielfach aus Schwarzerlen gebildet sind, zu finden. Die Talbereiche werden von Borstgrasrasen, Bergwiesen, Feucht- und Nasswiesen, extensiv genutztem Grünland sowie Hochstaudenfluren und kleinflächigen Schwermetallrasen geprägt.
Die Bäche sind Lebensraum von Groppe und Bachneunauge. Im Naturschutzgebiet und den angrenzenden Wäldern kommt die Wildkatze vor. Das Gebiet ist Lebensraum verschiedener Fledermäuse, darunter Zwerg-, Nord- und Wasserfledermaus. Im Naturschutzgebiet siedeln neben anderen Breitblättriges Knabenkraut, Trollblume und Arnika.